# 리스프 머신

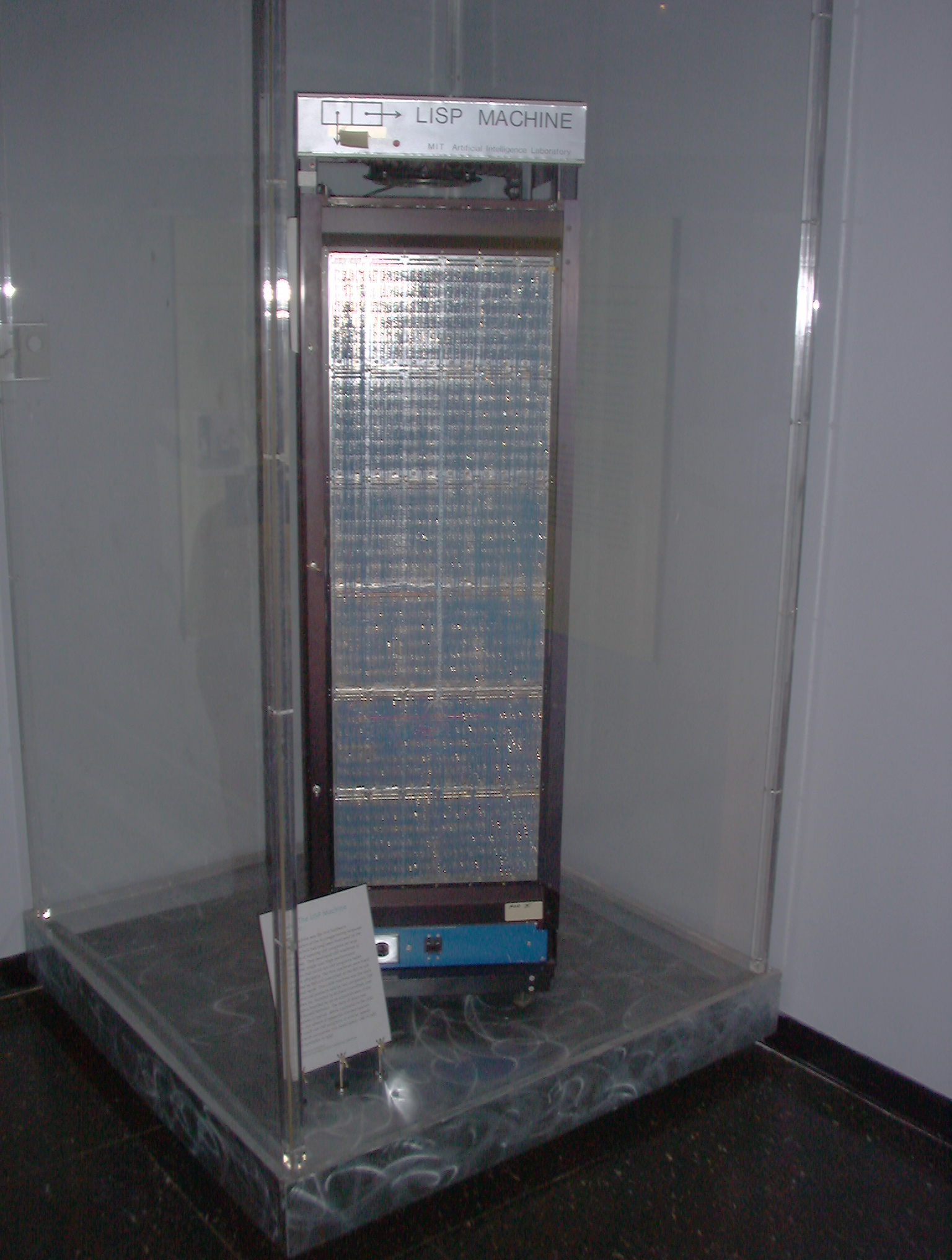
MIT 박물관에 보존된 나이트 머신(Knight machine)

리스프 머신(Lisp machine)은 보통 하드웨어 지원을 거쳐 주요 소프트웨어와 프로그래밍 언어로서 리스프를 효율적으로 실행하기 위해 설계된 범용 목적의 컴퓨터이다. 고급 언어 컴퓨터 아키텍처의 한 예시이며, 최초의 상업용 단일 사용자 워크스테이션였다. 1988년까지 총 대수가 7,000대 정도로 준수한 편이긴 했으나 효율적인 쓰레기 수집, 정전인쇄, 윈도 시스템, 마우스, 고해상도 비트 매핑 래스터 그래픽스, 컴퓨터 그래픽 렌더링, 차오스넷과 같은 네트워킹 혁신을 포함, 현대에는 흔히 볼 수 있는 기술들을 상업적으로 선행시켰다.